# 24 Komenda Odcinka Węgorzewo
24 Komenda Odcinka Węgorzewo – samodzielny pododdział Wojsk Ochrony Pogranicza.
24 Komenda Odcinka sformowana została w 1945 w strukturze organizacyjnej 5 Oddziału Ochrony Pogranicza. We wrześniu 1946 odcinek wszedł w skład Mazurskiego Oddziału WOP nr 5. W 1948, na bazie 24 Komendy Odcinka sformowano Samodzielny Batalion Ochrony Pogranicza nr 9.

## Struktura organizacyjna
Dyslokacja 24 Komendy Odcinka Węgorzewo przedstawiała się następująco :
- Komendantura odcinka nr 4 – Węgorzewo
- 114 strażnica – Wielewo[c]
- 115 strażnica – Rudziszki
- 116 strażnica – Sobiechy
- 117 strażnica – Rapa

## Dowódcy odcinka
- mjr. Józef Ziomko [4] – 1945
- kpt. Marian Głuszak [5]
- mjr Wilhelm Konieczkowski (był 10.1946)[d].
- kpt. Zbigniew Furgała (? – 1948)
- kpt. Arkadiusz Rozenkier (1948 – 1948)